# Mirkovci (miasto Pirot)
Mirkovci (cyr. Мирковци) – wieś w Serbii, w okręgu pirockim, w mieście Pirot. W 2011 roku liczyła 10 mieszkańców.